# Calycomyza lantanae
Calycomyza lantanae är en tvåvingeart som beskrevs av Frick 1956. Calycomyza lantanae ingår i släktet Calycomyza och familjen minerarflugor. Inga underarter finns listade i Catalogue of Life.